# Andrea Palladino
Andrea Palladino (Milán, 1965) es un periodista italiano con largas coberturas en Latinoamérica.

## Trayectoria
Ha vivido un largo período en América Latina, ocupándose de derechos humanos, comunicación y culturas populares.
Ha realizado investigaciones sobre las "ecomafias" y el crimen organizado para il manifesto, Il Fatto quotidiano, L'Espresso, Familia Cristiana, l'Unità.

## Premio
Ganó el primer premio de periodismo de investigación “Gruppo dello zuccherificio” (Grupo del ingenio azucarero), edición 2013, junto con Luciano Scalettari.

## Publicaciones
- Evelina e Marcelino, Sensibili alle foglie, 1995
- Bandiera nera. Le navi dei veleni, Manifestolibri, 2010
- Die Müllmafia : das kriminelle Netzwerk in Europa, con Sandro Mattioli, Herbig, 2011
- Trafficanti,[5] Laterza, 2012